# シーチ銃兵隊

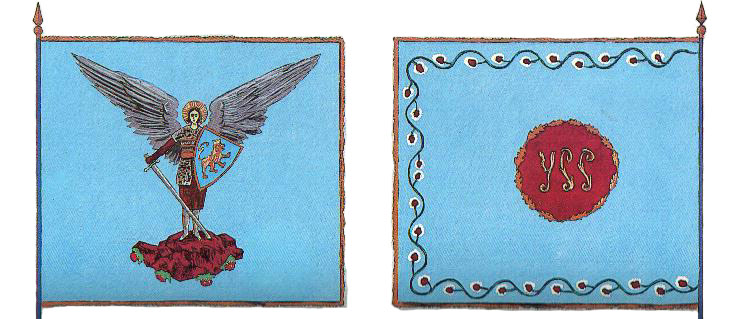
シーチ銃兵隊の隊旗

シーチ銃兵隊（ウクライナ語: Січові Стрільціスィチョヴィー・ストリリツィー、略称：С.С.、СС、SS）は、かつてウクライナに存在した軍事組織。シーチ射撃隊と訳されることもある。

## 概要
「シーチ」とはウクライナ人が心の拠り所としていたザポロージエ・コサックの根拠地のことであり、一方「銃兵隊」(ストレリツィ)は中世の東欧で組織されていた鉄砲隊に用いられていた名称であった。「シーチ銃兵隊」という組織は旧来ザポロージエ・コサックに存在した軍事組織の名称であった。
この名称を持つ最初の近代的軍隊は、1914年にオーストリア・ハンガリー帝国領であったハルィチナーで結成されたウクライナ・シーチ銃兵隊であった。1917年にこの組織がオーストリア・ハンガリー帝国軍から離脱してキエフに移動、反ボリシェヴィキの立場からウクライナ中央ラーダの軍隊に加わり、その主力として活動した。
ウクライナ・シーチ銃兵隊は半民武装警察としての機能も持つ一方、オーストリア式の高度な戦闘技能を身につけた精鋭部隊であった。ウクライナ内戦ではどの赤軍、白軍等どの軍隊も一般に練度が低く戦術も稚拙なものであったが、その中でシーチ銃兵隊は特に有力な軍隊であると言えた。

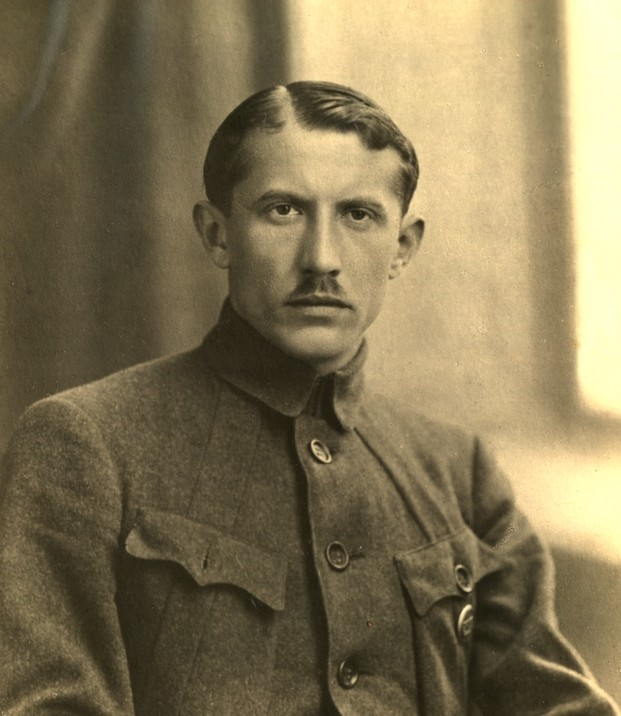
イェヴヘーン・コノヴァーレツ大佐

ウクライナ中央ラーダのもとでは、ウクライナ人民共和国の軍事を司ったシモン・ペトリューラとイェヴヘーン・コノヴァーレツ大佐により8600人の構成員を抱える軍隊としてシーチ銃兵隊が整備された。コノヴァーレツに率いられたシーチ銃兵隊はウクライナ人民共和国軍の精鋭部隊として前線に立ち、赤軍や白軍と戦った。
1919年に解散されたのち、シーチ銃兵隊の残党の一部はポーランドへ亡命し、残る多くは反革命・反ボリシェヴィキの白軍へ合流した。
1920年にチェコスロヴァキアのプラハで亡命ウクライナ人によって結成された反ポーランド組織ウクライナ軍事組織(UVO)は、コノヴァーレツが隊長としてシーチ銃兵隊の残党を引き連れて参加した。1929年には学生組織と合同して新たにウクライナ民族主義者組織(OUN)が結成され、コノヴァーレツはその長となった。OUNはのちにウクライナ蜂起軍(UPA)となり、ソ連やポーランド、ドイツへのパルチザン活動を行った。